# Nisos Antikythira Kai Nisides Prasonisi, Lagouvardos, Plakoulithra Kai Nisides Thymonies
Nisos Antikythira Kai Nisides Prasonisi, Lagouvardos, Plakoulithra Kai Nisides Thymonies este o arie protejată (arie de protecție specială avifaunistică — SPA) din Grecia întinsă pe o suprafață de 2.082,82 ha, integral pe uscat.

## Localizare
Centrul sitului Nisos Antikythira Kai Nisides Prasonisi, Lagouvardos, Plakoulithra Kai Nisides Thymonies este situat la coordonatele 35°51′55″N 23°18′10″E / 35.865406°N 23.302835°E.

## Înființare
Situl Nisos Antikythira Kai Nisides Prasonisi, Lagouvardos, Plakoulithra Kai Nisides Thymonies a fost declarat arie de protecție specială avifaunistică în octombrie 2001 pentru a proteja 29 de specii de animale.

## Biodiversitate
Situată în ecoregiunea mediteraneană, aria protejată nu include niciun habitat protejat.
La baza desemnării sitului se află mai multe specii protejate de  păsări (29): uliu cu picioare scurte (Accipiter brevipes), fluierar de munte (Actitis hypoleucos), lăstunul mare (Apus apus), șorecarul comun (Buteo buteo), caprimulg (Caprimulgus europaeus), șerpar (Circaetus gallicus), erete alb (Circus macrourus), prepeliță (Coturnix coturnix), cuc (Cuculus canorus), lăstun de casă (Delichon urbicum), Emberiza caesia, Falco eleonorae, șoim călător (Falco peregrinus), vânturel de seară (Falco vespertinus), muscar-gulerat (Ficedula albicollis), becațină comună (Gallinago gallinago), rândunică (Hirundo rustica), capîntortură (Jynx torquilla), prigoare (Merops apiaster), codobatura galbenă (Motacilla flava), grangur (Oriolus oriolus), vrabie negricioasă (Passer hispaniolensis), viespar (Pernis apivorus), Phalacrocorax aristotelis desmarestii, corcodel mare (Podiceps cristatus), corcodel-cu-gât-negru (Podiceps nigricollis), lăstun de mal (Riparia riparia), turturică (Streptopelia turtur), Tachymarptis melba
Pe lângă speciile protejate, pe teritoriul sitului au mai fost identificate 1 specie de păsări.